# Chiesa di Nostra Signora d'Itria (Oliena)
La chiesa di Nostra Signora d'Itria è un edificio religioso situato ad Oliena, centro abitato della Sardegna centrale. Consacrata al culto cattolico, fa parte della parrocchia di San Ignazio di Loyola, diocesi di Nuoro.

## Storia e descrizione
La struttura di questa chiesa dalla facciata tipicamente barocca, precedentemente intitolata a San Bernardino da Siena (nome con cui compare nell'Inventario della Mensa vescovile redatto al momento della soppressione della Diocesi di Galtellì nel 1495), risale con tutta probabilità alla fine del XVI secolo. Situata in Via Ichnusa, nei pressi della chiesa parrocchiale di Sant'Ignazio, l'edificio è composto da un'unica navata divisa in due campate separate da archi a sesto acuto e coperta da un soffitto di travi di legno e incannucciato. 
La caratteristica saliente di questo edificio risiede nel fatto che l'altare non è posto centralmente sul fondo dell'aula; quest'ultima è infatti divisa in due vani coperti a volta, a cui si accede tramite due archi separati da un pilastro e decorati con motivi floreali. L'altare, dove è collocato il simulacro della Santa Vergine, si trova nel vano di sinistra. 
Sulla parete di fondo è dipinto un affresco raffigurante la scena della Pentecoste. Nel vano di destra è presente una cappella che ospita la statua di san Pietro. In una nicchia scavata sulla parete di sinistra e decorata con un simbolo francescano (due braccia che si incrociano davanti alla Croce) è posta la statua di san Bernardino che tiene in mano il Trigramma di Cristo (IHS) all'interno di un sole con dodici raggi, simbolo adottato in seguito dai Gesuiti. In questa chiesa fu ospitata una confraternita: quella della Vergine d'Itria, risalente agli inizi del XVII sec. Secondo quanto riferisce il canonico Lovico, nella chiesa (allora intitolata a San Bernardino) era presente una cappella dedicata a Nostra Signora d'Itria, eretta il 28 maggio 1613 con licenza e approvazione del vicario Sanna, su richiesta di Antonio Tolo Pirella di Oliena.